# 트렐레보리 FF
트렐레보리 FF(Trelleborgs FF)는 1926년 12월 6일에 창단된 스웨덴 트렐레보리의 축구 클럽으로, 현재 알스벤스칸에서 활동하고 있다.

## 성적
- 수페레탄
  - 우승 1회 (2006)
  - 준우승 1회 (2003)

- 스웨덴 디비전 1
  - 우승 2회 (1984, 1991)
  - 준우승 2회 (1987, 1989)

## 선수 명단

### 현역
참고: FIFA 자격 규정에 따라 소속된 국가대표팀 국기를 표시합니다. 선수는 복수의 FIFA 비회원국 국적을 가지고 있을 수 있습니다.
| 번호 | 포지션 | 국적         | 이름              |
| ---- | ------ | ------------ | ----------------- |
| 14   | FW     |              | 안젤로 네메       |
| 15   | DF     | 나이지리아   | 엠마누엘 고드윈   |
| 21   | DF     | 북마케도니아 | 에렌 알리에브스키 |

| 번호 | 포지션 | 국적 | 이름        |
| ---- | ------ | ---- | ----------- |
| 45   | FW     |      | 제안 달뤼게 |